# Alejo Russell
Alejo Russell (Córdoba, 9 settembre 1916 – Bayonne, 25 maggio 1977) è stato un tennista argentino.

## Carriera
A livello Slam ha raggiunto in singolare i quarti di finale agli U.S. National Championships per due volte uscendone tuttavia sempre sconfitto.
Nel doppio maschile vanta due quarti di finale a Wimbledon mentre nel doppio misto si è avventurato fino alla finale degli U.S. National Championships in coppia con Patricia Canning Todd
Ha rappresentato la sua nazione ai Giochi panamericani dove nel 1951 ha conquistato due medaglie, oltre che in Coppa Davis. Con la squadra argentina ha disputato un totale di tredici incontri vincendone sette.